# 61 العذراء c
61 العذراء c هو كوكب خارج المجموعة الشمسية يدور في فلك حول النجم 61 العذراء في كوكبة العذراء. يقع الكوكب على مسافة تقدر بنحو 27.9 سنة ضوئية من الشمس أستنادا على بيانات القمر الصناعي هيباركوس لتزيح النجم 61 العذراء البالغ 116.89 ثانية قوسية.
كتلة 61 العذراء c الدنيا تعادل نحو 18.2 كتلة أرضية ويدور الكوكب قريب جدا من النجم المضيف خلال فترة مدارية تستغرق نحو 38 يوم، على مسافة 0.2175 وحدة فلكية في مدار ينحرف 0.14 درجة. ومن المرجح أن يكون هذا الكوكب عملاق غازي مشابة لكوكب أورانوس وكوكب نبتون.

## الاكتشاف
تم اكتشاف هذا الكوكب في 14 ديسمبر 2009 من قبل ستيفن S. فوغت وأخرون باستخدام طريقة قياس السرعة الشعاعية للنجم المضيف اجريت القياسات في مرصد كيك والمرصد الفلكي الأسترالي.

مخطط لمدرات نظام نجم 61 العذراء.